# A Rebelião das Massas
A Rebelião das Massas é o livro mais conhecido do filósofo José Ortega y Gasset. Gasset começou a publicá-lo em 1929, na forma de artigos no jornal El Sol e no mesmo ano o lançou na forma de livro. A Rebelião Das Massas foi traduzida em mais de vinte idiomas. Gasset se concentra no conceito de "massa humana" e nas consequências do desenvolvimento que levariam a maioria a suplantar a minoria.  A partir desses estudos, ele descreve a ideia do que ele chama de homem-massa.